# 틸란드시아 이오난타
에어 플랜트(Air plant)라고도 불리는 틸란드시아 이오난사(학명: Tillandsia forma Ionantha)는 파인애플목 파인애플과 틸란드시아속의 착생식물로써 통상적으로 나무둥치에서 자라며 밝은 그늘에서 성장한다. 뿌리가 있으나 오로지 착생을 위한 용도로 사용하여 모두 잘라내어도 상관없다. 또한 뿌리를 영양흡수의 용도로는 사용하지 않아 기생식물과는 다르다. 틸란드시아 이오난사가 속하는 틸란드시아 속 식물은 교배종을 제외하고도 약 500여 종 이상이 있다. 원산지는 멕시코 등 해발 450-1700m의 건조한 남아메리카 지역이며 브로워드 카운티, 플로리다에도 토착화되었다. 잎에 있는 미세한 솜털(트리콤)을 이용하여 공기 중 수증기와 유기물을 흡수한다. 트리콤은 긁힘 또는 충격에 벗겨질 수 있으며 벗겨진 트리콤은 재생되지 않는다. 틸란드시아 속은 CAM식물로써 낮에 뜨거운 열로부터 수분 손실은 막기위하여 기공을 닫아 수분손실을 최소화 하고 밤에 기공을 열어 호흡한다. 그리하여 틸란드시아는 이산화탄소를 배출하지 않으며 야간에 산소를 만들어 내기 때문에 실내에서 키우는 경우 인간에게 유익하다. 또한 번식력과 자생력이 강하기 때문에 애완식물로 각광받고 있다. 크기는 12cm 이상으로 자라지 않는 작은 종이며 대한민국에서 비교적 쉽게 구할 수 있다.

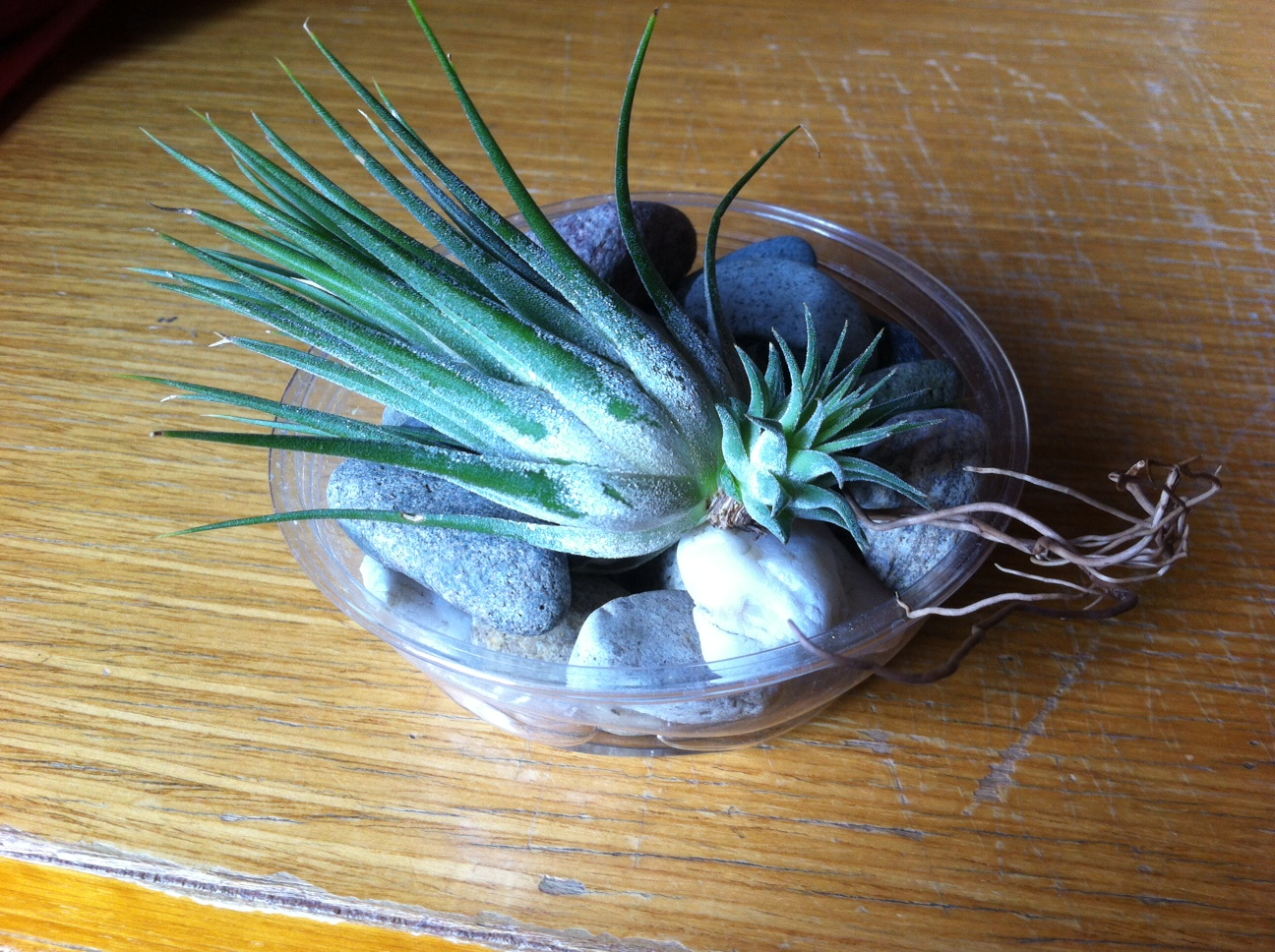
틸란드시아 이오난사

다음과 같은 변종 외에도 많은 변이종과 교배종이 있으며 같은 종이라 할지라도 자라난 농장에 따라서도 크기나 모양 등이 달라진다.
1. Tillandsia ionantha var. ionantha - 대부분의 종 서식 영역
2. Tillandsia ionantha var. stricta Koide - 와하카주

## 외형
잎은 보통 9cm, 가로 6cm 정도로 자라나 크게는 길이 15~17cm까지 자란다. 잎은 초록색이며 은색의 솜털로 덮혀져 있지만 개화기에는 붉은색으로 물든다. 가시처럼 끝은 뾰족한 얇은 삼각형 형태의 잎 모양을 가지고 있다. 보라색 꽃은 4cm 정도로 자라며 노란 술이 달린다.

## 번식 방법
번식 방법에는 두 가지가 있다. 꽃의 수정을 이용한 번식 방법과 자구 촉을 나누기 번식방법이 있다. 틸란드시아 이오난사의 종류 중에는 드루이드와 같이 보라색이 아닌 하얀색 꽃이 피며 잎 주변이 노란색으로 변하는 알비노 또는 변이종(var)도 있고 이오난사의 변이종만 해도 10종류 이상이 된다. 대부분의 틸란드시아 이오난사는 ion(보라색)과 anthos(꽃)라는 의미의 그리스어 합성어인 이름 그대로 화려한 보라색 꽃을 피운다. 일생 동안 한번만 꽃을 피우며 꽃을 피운 후에는 성장을 멈추고 모든 에너지를 오로지 자구번식을 위해 사용한다. 꽃이 필 때는 꽃 주변의 은색 잎들도 붉은색으로 물든다. 이와는 반대로 잎이 꺾이거나 상하면 꺾인 잎만 붉게 물들을 수 있으나 구별하기가 쉽다.  꽃이 피고 수정이 되면 1~2달 후 씨앗 주머니가 생기고 씨방이 단단해진다. 단단해진 씨방속에서 솜털이 달린 씨앗으로 가득차게 되고 씨방이 터진다. 이 때 씨앗이 바람에 날려 나무나 기타 적합한 환경에 안착하게 되어 발아를 할 수 있다. 발아를 하면 성체까지 3~5년이 걸린다. 수정 유무에 상관없이 자구를 생산하고 자구 번식시 더 빠른 성장을 볼 수 있다. 자구는 약 1년이면 성체의 크기와 비슷해진다. 자구가 자라면 촉을 나누어 모체에서 분리해 키울 수도 있다. 크기가 작을 때 분리하면 자생력이 약해 죽을 수도 있다. 자구를 분리하지 않고 계속 성장하면 커다랗고 둥그런 틸란드시아 클럼프가 만들어진다.

## 재배 환경
틸란드시아 이오난사를 키울 때 한여름철의 직사광선은 과도한 수분손실을 일으켜 잎에 얼룩이 생기거나 잎끝이 말라버리기 때문에 걸러진 빛이 좋고 11월~7월 달 까지는 직사광선을 받아도 상관없다. 틸란드시아는 자외선 이 가장 강한 10월에 가장 빠르고 큰폭으로 성장한다. 통풍이 절대적으로 잘되는 환경이 필요하고, 적절한 물의 경감이 필요하다. 흙이 필요없기 때문에 원하는 위치로 옮기기가 용이하지만 인간의 손과 잦은 접촉은 잎끝을 상하게한다. 그리고 중심에 있는 생장점에 물이 고여있으면 과습현상으로 썩어버릴수 있으므로 주의해야한다.
자구를 떼고 싶다면 가급적이면 모체의 반 이상의 크기로 자랐을 때 떼는 게 좋다. 모체는 모든 역량을 자구에 집중하기 때문에 붙어있는 동안 자구의 성장이 빠르며 작은 자구를 떼면 성장하는 데 오랜 시간이 소요된다. 단 모체가 과습으로 죽어갈 때는 당장 떼어버리지 않으면 자구도 덩달아 죽을 수 있기 때문에 면밀한 관찰이 필요하다.
가장 키우기 쉬운 대중적인 틸란드시아 종류다.

## 갤러리

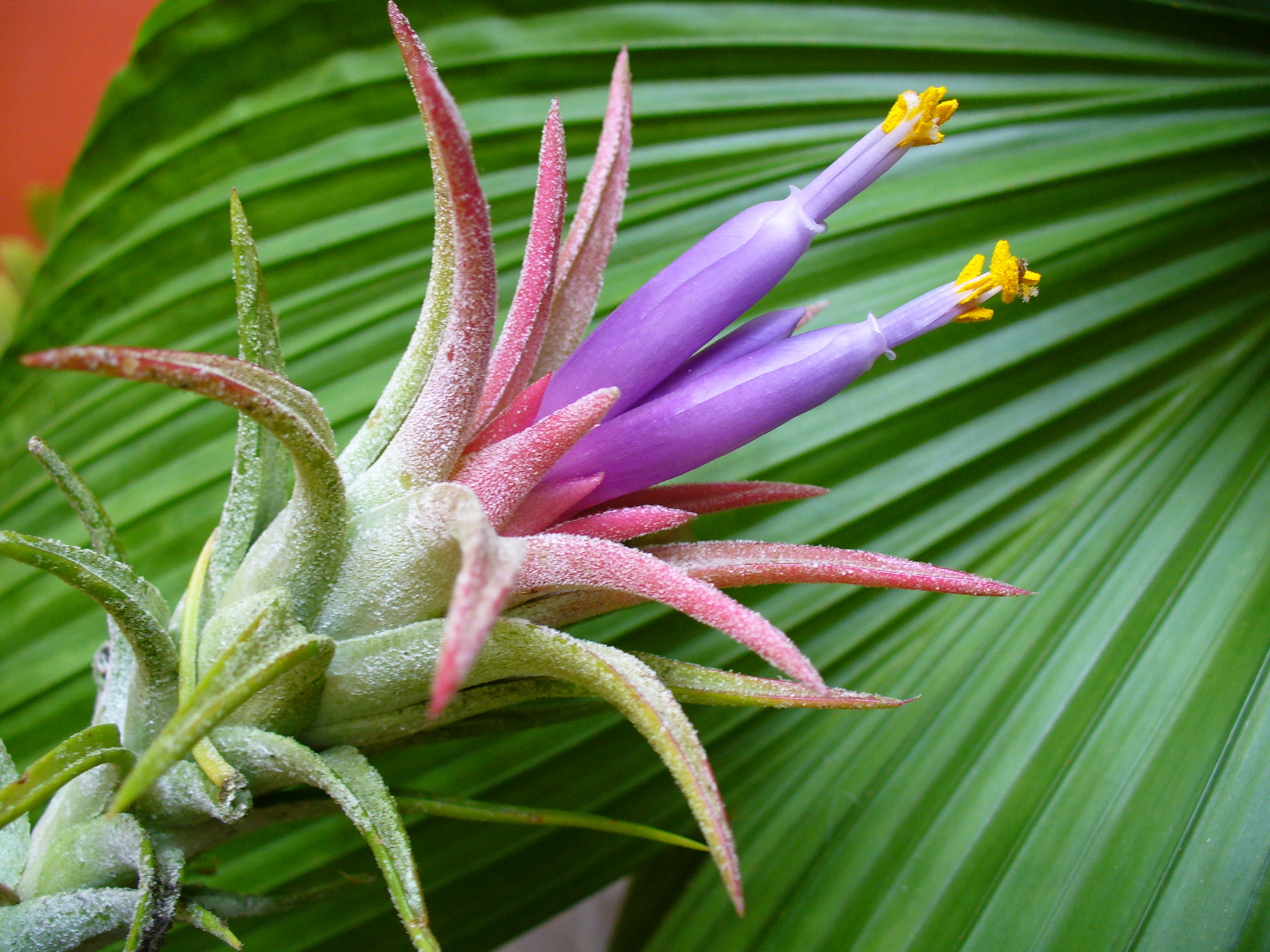
틸란드시아 이오난사
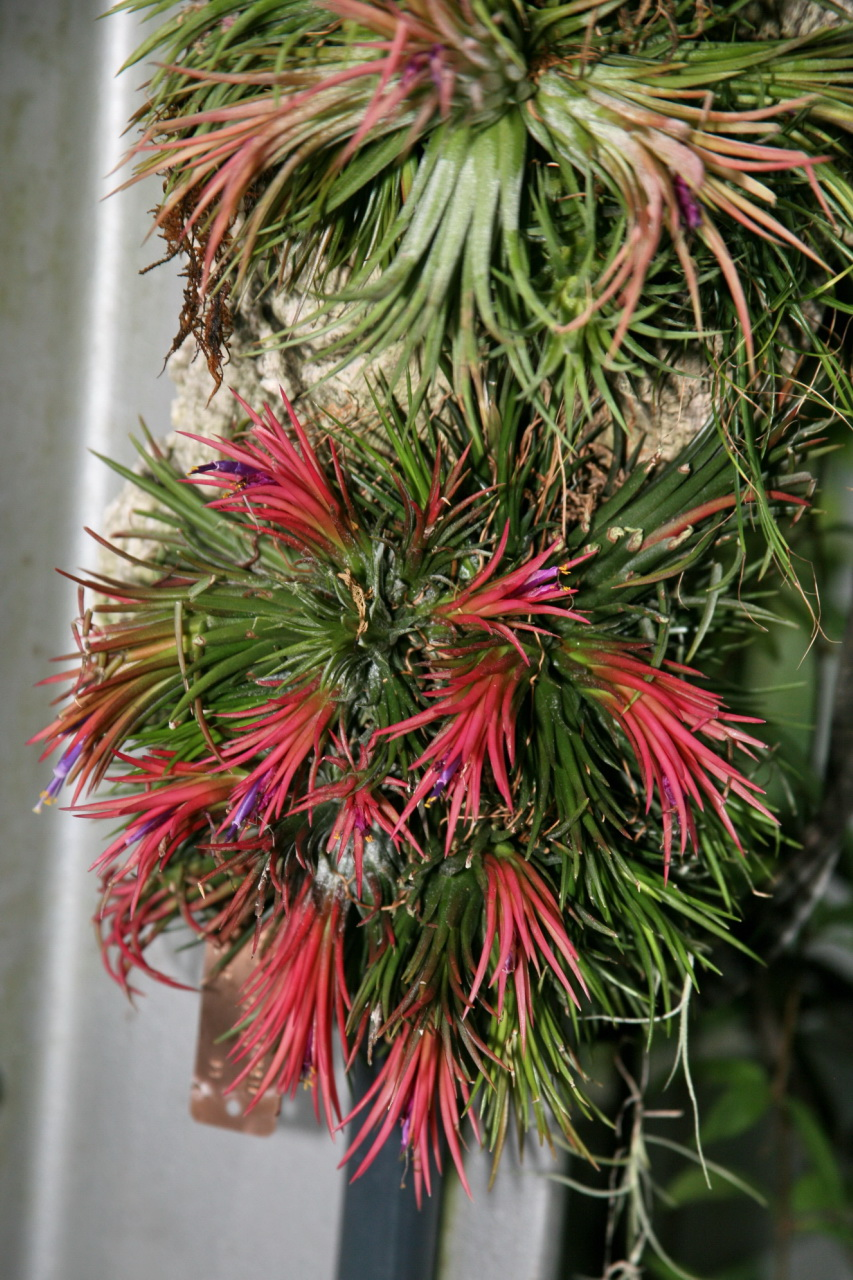
틸란드시아 덩어리
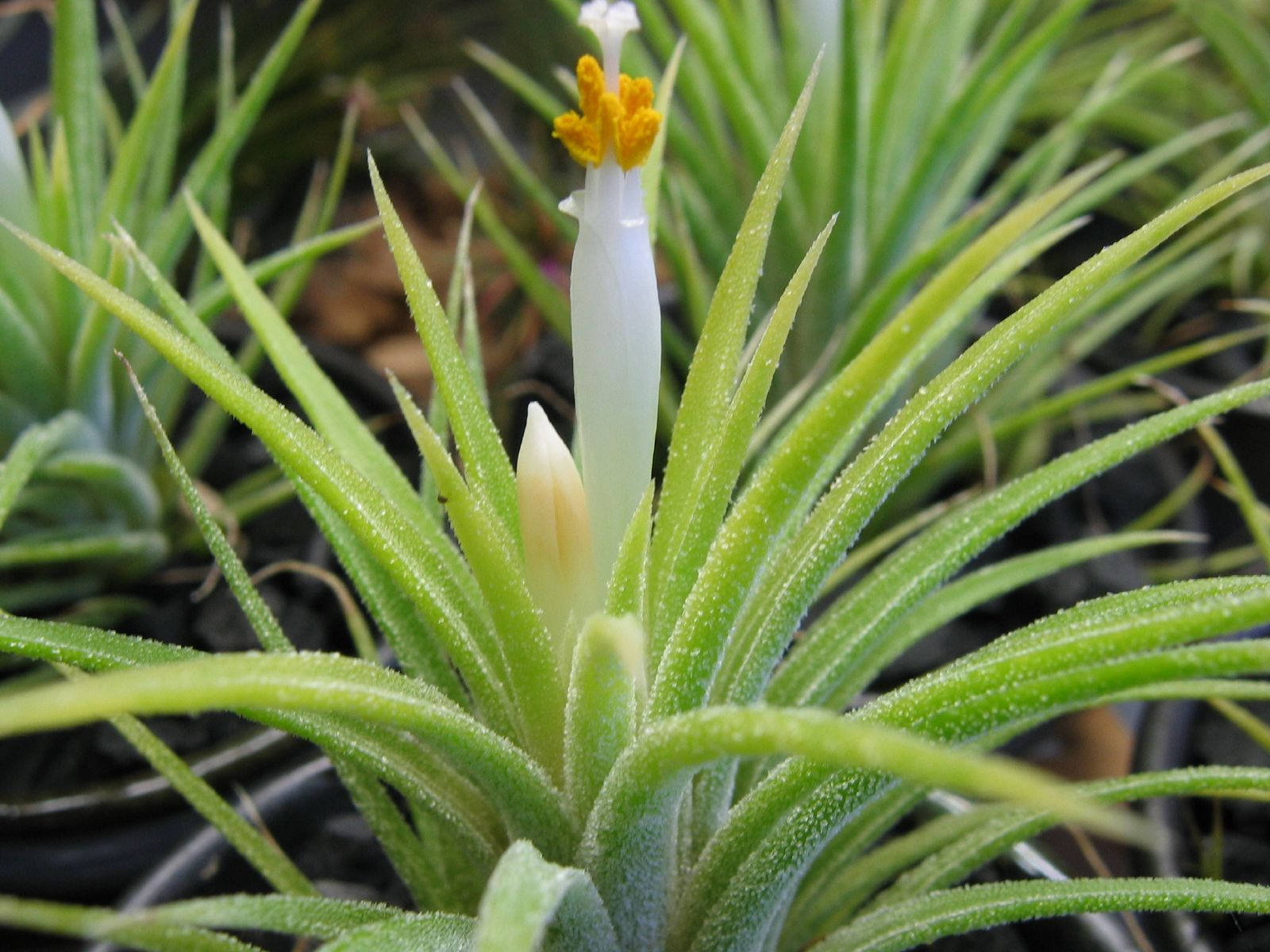
틸란드시아 이오난사 드루이드

## 재배품종
- Tillandsia 'Aleta'[9]
- Tillandsia 'Apretado'[9]
- Tillandsia 'Aristocrat'[9]
- Tillandsia 'Boreen'[9]
- Tillandsia 'Califano'[9]
- Tillandsia 'Chiquininga'[9]
- Tillandsia 'Cone Head'[9]
- Tillandsia 'Corinne'[9]
- Tillandsia 'Curra'[9]
- Tillandsia 'Dagun'[9]
- Tillandsia 'Dawn'[9]
- Tillandsia 'Druid'[9] : 꽃이 피면 이파리가 연노랑으로 변색되는 품종이다. 대한민국 국내에서 흔히 재배된다.
- Tillandsia 'Frolic'[9]
- Tillandsia 'Fuego'[9]
- Tillandsia 'Glenorchy'[9]
- Tillandsia 'Hand Grenade'[9]
- Tillandsia 'Haselnuss'[9]
- Tillandsia 'Hidden Charm'[9]
- Tillandsia 'Hilda Arriza'[9]
- Tillandsia 'Huamelula'[9]
- Tillandsia 'Humbug'[9]
- Tillandsia 'Jack Staub'[9]
- Tillandsia 'Jalapa Fortin'[9]
- Tillandsia 'Joel'[9]
- Tillandsia 'Key Lime Sundae'[9]
- Tillandsia 'Kinkin'[9]
- Tillandsia 'Luke'[9]
- Tillandsia 'Maidens Blush'[9]
- Tillandsia 'Miz Ellen'[9]
- Tillandsia 'Mudlo'[9]
- Tillandsia 'Noosa'[9]
- Tillandsia 'Peach'[9]
- Tillandsia 'Peewee'[9]
- Tillandsia 'Penito'[9]
- Tillandsia 'Pine Cone'[9]
- Tillandsia 'Pink Champagne'[9]
- Tillandsia 'PJ's Prize'[9]
- Tillandsia 'Pomona'[9]
- Tillandsia 'Renate'[9]
- Tillandsia 'Richard Oeser'[9]
- Tillandsia 'Rosita'[9]
- Tillandsia 'Rubra'[9]
- Tillandsia 'Scion'[9]
- Tillandsia 'Silver Surprise'[9]
- Tillandsia 'Silver Trinket'[9]
- Tillandsia 'Small Mexican'[9]
- Tillandsia 'Sweet Chocolate'[9]
- Tillandsia 'Sybil Frasier'[9]
- Tillandsia 'Tall Velvet'[9]
- Tillandsia 'Tina Parr'[9]
- Tillandsia 'Tinca Fire'[9]
- Tillandsia 'Tisn't'[9]
- Tillandsia 'Victoria'[9]
- Tillandsia 'Zebrina'[9]